# Resolució 528 del Consell de Seguretat de les Nacions Unides
La Resolució 528 del Consell de Seguretat de les Nacions Unides, aprovada el 21 de desembre de 1982 després que l'Assemblea General aprovés la resolució 3190 exaltant els beneficis de majors idiomes oficials, el Consell va decidir incloure l'àrab entre els seus idiomes oficials.
No es van donar detalls sobre la votació llevat que va ser aprovada "per consens".